# Hammarby, Björklinge socken
Hammarby är en by i Björklinge socken, Uppsala kommun.
Byn omtalas i skriftliga handlingar första gången 1439 ('Hammarby'), då en nämndeman Per bodde här. 1538 och framåt utgjorde byn 3 mantal, från 1561 2 1/2 mantal. Här fanns från 1546 en skattekvarn, från 1566 två skattekvarnar.